# Attentato di Rishon LeZion
L'attentato di Rishon LeZion del 2002 fu un attentato suicida avvenuto il 7 maggio 2002 in un affollato club di gioco situato nell'area industriale di Rishon LeZion. 16 persone furono uccise nell'attacco e 55 rimasero ferite.
Hamas rivendicò l'attentato.

## L'attentato
Il 7 maggio 2002 alle 23:03, un attentatore suicida palestinese fece esplodere un ordigno esplosivo nascosto all'interno di un club di gioco affollato pieno di persone situato nella nuova area industriale di Rishon LeZion, a soli 10 km a sud di Tel Aviv, uccidendo 16 civili e ferendo 55 persone, 10 delle quali gravemente.
Dopo l'attacco la polizia israeliana dichiarò che l'attentatore suicida trasportava una valigetta piena di esplosivo e indossava anche una cintura esplosiva. La polizia stimò che il peso totale degli esplosivi fosse compreso tra 7 e 8 chilogrammi e affermò che la valigetta conteneva anche frammenti di metallo e bulloni per massimizzare i danni dell'attacco.

### Vittime
- Pnina Hikri, 60 anni, di Tel Aviv;[6]
- Sharuk Rassan, 42 anni, di Holon;
- Shoshana Magmari, 51 anni, di Tel Aviv;
- Anat Temporush, 36 anni, di Ashdod;
- Haim Rafael, 64 anni, di Tel Aviv;
- Daliah Massah, 64 anni, da Nahalat Yehudah;
- Nir Lobatin, 31 anni, di Herzliya;
- Avi Biaz, 26 anni, di Ness Ziona;
- Rahamim Kimche, 58 anni, di Rishon LeZion;
- Edna Cohen, 61 anni, di Holon;
- Yisrael Shikar, 45 anni, di Rishon LeZion;
- Yitzhak Bablar, 58 anni, di Bat Yam;
- Esther Bablar, 54 anni, di Bat Yam;
- Regina Malka Boslan, 62 anni, di Tel Aviv;
- Nawa Hinawi, 51 anni, di Tel Aviv.

## I responsabili
Hamas rivendicò l'attacco.

## Conseguenze
L'attentato fu condannato dal segretario generale delle Nazioni Unite Kofi Annan.
Dopo l'attacco Irina Polishchuk, una prostituta illegale ucraina che sposò l'arabo palestinese Ibrahim Sarahne, fu arrestata e condannata per aver partecipato all'attentato di Rishon LeZion del 2002 per la sua parte nel portare l'attentatore sul luogo dell'attacco.
Il 18 ottobre 2011 Irina, originariamente condannata a 20 anni di reclusione, venne rilasciata in Cisgiordania nell'ambito dello scambio di prigionieri di Gilad Shalit tra Israele e Hamas.